# أزمة الطاقة الكولومبية 1992
أزمة الطاقة الكولومبية كانت أزمة قطاع الطاقة الكولومبي خلال رئاسة سيزار جافيريا، من 2 مايو 1992 إلى 7 فبراير 1993، بسبب ظاهرة إل نينيو. تسببت ظاهرة النينيو في حدوث حالات جفاف في معظم أنحاء البلاد، مما أدى إلى انخفاض مستويات الخزانات في العديد من السدود الرئيسية لتوليد الطاقة الكهرومائية وأزمة أخرى داخل شركة الخدمات العامة الحكومية.

## الأسباب
تحدث ظاهرة النينيو عندما تصل المياه الدافئة التي تنشأ قبالة سواحل أستراليا إلى شواطئ أمريكا الجنوبية. يتسبب هذا في تباين كبير في المناخات البحرية والجفاف والفيضانات. تزامنت ظاهرة النينيو عام 1992 التي تسببت في الجفاف في كولومبيا، مع مشاكل البنية التحتية داخل منشآت الطاقة الكهرومائية في البلاد.

## التقنين
اختارت الحكومة في عهد الرئيس سيزار جافيريا اتخاذ إجراءات من خلال إدخال برنامج تقنين. في 2 مارس 1992 أعلنت الحكومة انقطاع التيار الكهربائي لمدة تصل إلى تسع ساعات في مدن مثل بوغوتا وما يصل إلى 18 ساعة في جزر سان أندريس إي بروفيدنسيا. تم إطلاق حملات توعية عامة تحت اسم («اغلق الصنبور»)، على أمل قياس كمية المياه التي يتم إهدارها. في مدينة كالي صدر مرسوم يقضي بالسجن ستة أيام كعقوبة لمستخدمي الماء الثقيل.

### توقيت غافيريا
كإجراء إضافي غيرت جافيريا المنطقة الزمنية لكولومبيا من UTC-5 إلى UTC-4، والتي كانت حينها المنطقة الزمنية لفنزويلا المجاورة، بدءًا من يوم السبت 2 مايو 1992 الساعة 1:00 صباحًا. أصبح الإجراء يُعرف باسم «توقيت غافيريا». من بين 1024 بلدية في كولومبيا رفضت 1000 بلدية تغيير المناطق الزمنية واستغرق دخولها حيز التنفيذ شهورًا. تم إنهاء تغيير المنطقة الزمنية في 7 فبراير 1993.

## التأثيرات
تم نقل أحد أكثر المسلسلات التلفزيونية شهرة في عام 1992 في كولومبيا إن كوربو أجينو من الساعة 8 مساءً إلى الساعة 10 مساءً، ثم فترة زمنية غير عادية للغاية للروايات الرئيسية على التلفزيون الكولومبي، حتى يتمكن المزيد من المشاهدين من رؤيتها عندما لا يتأثرون بها. تقنين الطاقة انتهى انقطاع التيار الكهربائي في بوغوتا عند الساعة 9 مساءً. كان التلفاز الشهير الآخر سانغري دي لوبوس يُذاع بالفعل في الساعة 10 مساءً على القناة إيه.